# Otto Hofer (Reiter)
Otto Josef Hofer (* 28. Juni 1944) ist ein ehemaliger Schweizer Dressurreiter.
Von 1982 bis 1985 errang er vier Mal in Folge mit Limandus den Schweizer Meistertitel im Dressurreiten.
Bei den Olympischen Spielen 1984 in Los Angeles gewann er auf Limandus in der Einzeldressur die Bronzemedaille sowie zusammen mit Samuel Schatzmann, Daniel Ramseier und Christine Stückelberger in der Mannschaftsdressur die Silbermedaille hinter dem westdeutschen Team und vor Schweden. Vier Jahre später konnte Hofer diesen Erfolg mit der Schweizer Mannschaft bei den Olympischen Spielen 1988 in Seoul wiederholen und auf Andiamo in der Mannschaftsdressur zusammen mit Christine Stückelberger und Amy-Cathérine de Bary die Silbermedaille hinter dem westdeutschen Team und vor Kanada gewinnen.
Hofer war des Weiteren bei den Europameisterschaften im Dressurreiten erfolgreich. Nachdem er 1983 Bronze in der Mannschaftsdressur hatte gewinnen können, erreichte er 1985 die Silbermedaille in der Einzeldressur. 1987 konnte er ebenfalls Silber mit der Schweizer Mannschaft in der Teamdressur gewinnen, zwei Jahre später ausserdem nochmals Bronze.
1987, 1988 und 1989 gewann er erneut, diesmal mit Andiamo, die Schweizer Meisterschaft.